# 2391 Tomita
Tomita (asteróide 2391) é um asteróide da cintura principal, a 2,1128116 UA. Possui uma excentricidade de 0,1343112 e um período orbital de 1 392,63 dias (3,81 anos).
Tomita tem uma velocidade orbital média de 19,06528359 km/s e uma inclinação de 3,00493º.
Esse asteróide foi descoberto em 9 de Janeiro de 1957 por Karl Reinmuth.